# Bellator 149
O Bellator 149: Shamrock vs. Gracie foi um evento de artes marciais mistas promovido pelo Bellator Fighting Championships, ocorrido em 19 de fevereiro de 2016, no Toyota Center de Houston, Texas (ginásio do Houston Rockets, da NBA).
Nos EUA, o evento foi transmitido ao vivo pela Spike TV. Já no Brasil, a FOX Sports e o FOXPlay.com transmitiram o evento.

## O Evento
O Bellator 149 apostou como atração principal do evento a luta entre dois veteranos, rivais desde a epoca que o MMA ainda era vale-tudo, e que estão no Hall da Fama do UFC. Royce Gracie (com 49 anos) iria enfrentar Ken Shamrock (com 52 anos), completando a trilogia de lutas entre eles.
Para o chamado co-main event, o Bellator colocou frente a frente Kimbo Slice e Dada 5000, dois caras que ficaram muito famosos na Internet por brigas de rua.
Além delas, o Bellator 149, que contou com 18 lutas no total, também trouxe no card principal o ex-UFC, Melvin Guillard, medindo forças contra Derek Campos, que vinham de duas derrotas consecutivas para cada lado.
Com 13,209 pagantes, este foi o evento do Bellator MMA com o maior público da história, superando o Bellator MMA & Glory: Dynamite 1, que teve 11,732 espectadores. Além disso, este também foi o evento do Bellator MMA que obteve a maior audiência da história, com mais de 1,9 milhão de telespectadores. A luta entre Kimbo Slice e Dada 5000 atingiu a incrível marca de 2,5 milhões de pessoas assistindo, enquanto o duelo entre Ken Shamrock e Royce Gracie teve 100 mil pessoas a menos na frente dos televisores.

### Comentários Pré-Evento
Para Gleidson Venga, comentarista de MMA da ESPN, "convocar veteranos ou lutadores sem expressão dentro do cage para estrelar seus cards é uma estrategia questionável. Certamente, terá uma grande audiência, inclusive a minha, tamanha a fama e a história dos dois lutadores principais, principalmente do brasileiro."
Além disso, o Blog ESPN MMA, diz que "será uma oportunidade única dos fãs mais novos de acompanharem as lendas que não puderam ver. E uma chance incrível dos aficionados mais antigos de rever seus primeiros ídolos."

### Pesagem
A pesagem oficial ocorreu um dia antes do evento. Vestido com o tradicional quimono branco e a faixa preta amarrada à cintura, Royce Gracie encarou de forma séria o adversário, porém, eles se cumprimentaram com um aperto de mão. O brasileiro bateu 86,5kg, enquanto o norte-americano atingiu 91,2kg.
Kimbo Slice e Dada 5000 também subiram à balança, porém, eles não se encararam. Eles vinham trocando ofensas pesadas nos últimos dias, e na hora da pesagem voltaram a se xingar e a prometer nocaute. Assim, para evitar problemas, a organização do evento não promoveu a tradicional encarada entre eles.

### Fatos Pós-Evento
- Na co-luta principal do evento, o lutador nocauteado, Dada 5000, teve de ser retirado de maca do cage, recebendo oxigênio, e foi encaminhado diretamente para o hospital. Segundo o site "Bleacher Report", ele teria sofrido uma parada cardíaca.[10] Além disso, o lutador sofreu complicações renais pela perda de peso, além de uma fratura no osso orbital.[11] Quase duas semanas depois de internado, Dada 5000 recebeu alta.[12]
- O resultado da luta entre Royce Gracie e Ken Shamrock foi bastante polêmico. Os replays mostraram que uma das joelhadas de Royce realmente acabou sendo ilegal.[13] Ken Shamrock foi derrotado após receber um golpe na região genital, e, por conta disso, reclamou muito da arbitragem. Em sua página oficial no Facebook, ele se disse "furioso" e pediu árbitros mais qualificados.[14]
- No dia 11 de março de 2016 (quase um mês após o evento), o site "MMA Fighting" noticiou que o Departamento de Licença e Regulamentação do Texas (TDLR na sigla em inglês), descobriu substâncias proibidas nos corpos de Ken Shamrock e Kimbo Slice em exames realizados antes do início do card.[15] Ambos os lutadores apresentaram elevadas taxas de testosterona e deram positivo para nandrolona, um esteroide anabolizante. Os exames de Shamrock também afirmam que o lutador usou metadona, droga com propriedades semelhantes à morfina.[16] Ainda de acordo com a publicação, os atletas foram suspensos temporariamente pelo mesmo Departamento.[4]

#### Críticas
Com relação as críticas, elas foram bem negativas, principalmente por conta da luta entre Kimbo Slice e DaDa 5000, que não tinham condições físicas de atuar em um evento profissional.
O Blog ESPN MMA disse que "o evento acabou sendo muito ruim, aquém do desejado."
Para o SporTV, "na luta que reuniu um ex-segurança de celebridades pornô, famoso na internet pelas brigas de rua (Kimbo Slice), e um organizador de combates clandestinos com apenas duas lutas no MMA profissional (DaDa 5000), a falta de técnica e de ação foram as marcas registradas." Após a luta entre os 2, uma comunidade do MMA, no Twitter, não perdoou os dois lutadores. Lutadores e analistas do esporte também não pouparam críticas à luta.